# 胜利街道 (东营市)
胜利街道，是中华人民共和国山東省东营市东营区下辖的一个乡镇级行政单位。

## 行政区划
胜利街道下辖以下地区：
胜景社区、胜泰社区、莱州湾社区、中山社区滨溪路社区、中山社区宁阳路社区、中山社区香山路社区、中山社区新泰路社区、宏瑞社区、宏祥社区、宏和社区、新胜社区、新雅社区、兴通社区、兴佳社区、辛镇村、王营村、韩家村、兰赵村、张盖村和孙家村。